# Baeoura inaequiarmata
Baeoura inaequiarmata is een tweevleugelige uit de familie steltmuggen (Limoniidae). De soort komt voor in het Oriëntaals gebied.